# Збройні сили України та Криму
Збройні сили України та Криму — воєнна організація Української Соціалістичної Радянської Республіки в 1920—1922 роках.

## Історія існування
Наказом Революційної військової Ради РСФРР від 3 грудня 1920 року до Збройних сил України та Криму були включені військові підрозділи, що дислокувались на той час на території, контрольованій урядом УСРР: війська Київського та Харківського військових округів (35 дивізій, 10 бригад, технічні і спеціальні частини, що були зведені у п’ять армій — 4-ту, 6-ту, 12-ту, 14-ту і 1-шу Кінну); війська внутрішньої служби; морські сили Азовського та Чорного морів. До них увійшли також 46 військових навчальних закладів.
Загальна чисельність цих військ Червоної армії становила 1 млн. 200 тис. осіб.
Командувачем був призначений Уповноважений Революційної військової Ради РСФРР, командувач Південного фронту Михайло Фрунзе.
Планувалося також створення Чорноморського військового округу, до якого мав увійти Крим.
Для боротьби із українським повстанським рухом 21 січня 1921 року при командуванні  Збройних сил України та Криму була створена Центральна постійна військова нарада.
Збройні сили України та Криму були ліквідовані наказом Революційної військової Ради РСФРР від 21 квітня 1922 року. Від того часу вони увійшли до РСЧА як Південно-Західний військовий округ. Він, у свою чергу, був перейменований на Український військовий округ (наказ РВР РСФРР від 3 червня 1922 року).

### Керівництво
- Гаркавий Ілля Іванович — начальник Штабу командуючого у 1921 році.
- Лонгва Роман Войцехович — начальник розвідувального відділу Штабу від листопада 1921 року [1].